# The Kingdom 2
The Kingdom 2 (Riget II) è un film del 1997 diretto da Lars von Trier, sequel della precedente serie The Kingdom - Il regno.
La versione danese è costituita da 4 episodi da un'ora e un quarto ciascuno mentre quella internazionale è divisa in 6 episodi di 50 minuti ciascuno.

## Trama
In un grande  ospedale chiamato Il Regno, tra mostri e medici incompetenti, l'anziana medium Drusse cerca di scoprire la verità che si nasconde dietro ad una serie di eventi.